# Graviditetsdiabetes
Graviditetsdiabetes är ett tillstånd där kvinnor som inte tidigare fått diagnosen diabetes utvecklar höga blodsockervärden under graviditeten (hyperglykemi). Det kallas ibland också havandeskapsdiabetes eller gestationsdiabetes.

## Symtom, behandling och komplikationer
Graviditetsdiabetes upptäcks i regel genom provtagning under graviditeten eftersom tillståndet oftast medför få eller inga symtom. Vid mycket höga blodsockernivåer kan dock samma symtom uppträda som vid annan obehandlad diabetes: främst trötthet, törst och stora urinmängder. Slumpmässiga blodsockervärden tas på alla gravida inom mödravården . Diagnosen graviditetsdiabetes ställs med hjälp av glukosbelastning, vilket innebär att den gravida dricker en sockerlösning och blodsockervärden kontrolleras före och efter. Riktlinjerna kring screening för graviditetsdiabetes ser olika ut i olika regioner i Sverige, samt internationellt, men generellt görs glukosbelastning vid högt slumpmässigt blodsocker eller om någon riskfaktor för graviditetsdiabetes föreligger. 
Barn som föds av mödrar med graviditetsdiabetes har ökad risk för komplikationer. Sannolikheten är större än normalt att barnen har högre födselvikt (något som kan medföra svårigheter vid förlossningen) och lågt blodsocker (hypoglykemi). Kvinnor med graviditetsdiabetes har ökad risk för att utveckla diabetes typ 2 efter havandeskapet, och deras barn har ökad risk för barnfetma samt diabetes typ 2 senare i livet. 
Graviditetsdiabetes går att behandla och riskerna kan minskas väsentligt genom att hålla nere blodsockernivåerna. De flesta patienter behandlas endast med kost och motion. Om det är otillräckligt ges läkemedel i form av Metformin eller insulin .
Tidigare användes oftast ett gränsvärde med glukosbelastning på 75 g, och graviditetsdiabetes förelåg om antingen blodsockret fastande var >5,5 mmol per liter eller blodsockervärdet var >9.0 mmol per liter två timmar efter glukosbelastning..
Socialstyrelsen rekommenderar sedan 2015 
följande gränsvärden vid 75 g glukosbelastning: Fasteglukos ≥ 5.1 mmol/l, ≥ 10.0 mmol/l en timme efter glukosbelastning eller ≥ 8.5 mmol/l två timmar efter.

## Orsaker
Under en graviditet utsöndrar moderkakan hormoner som bland annat minskar moderns känslighet för insulin. Kroppen kräver därför större mängder insulin för att reglera blodsockernivåerna. Om bukspottkörteln inte kan producera tillräckliga mängder uppträder graviditetsdiabetes.
Risken för graviditetsdiabetes är högre för kvinnor som har föräldrar eller syskon med diabetes, som har haft graviditetsdiabetes tidigare, är överviktiga eller om de har fött barn som har vägt mer än 4,5 kilo.

## Andel drabbade
Graviditetsdiabetes uppträder i 3–10 % av alla graviditeter i USA, med skillnader som beror på vilken population som undersöks. Där har till exempel kvinnor av afrikanskt, indianskt eller asiatiskt ursprung en förhöjd risk.  I Sverige utvecklar cirka 1,7 % av alla gravida kvinnor graviditetsdiabetes och i Finland 4–7%. Kriterierna för diagnosen varierar dock mellan olika länder.